# マダワスカ郡

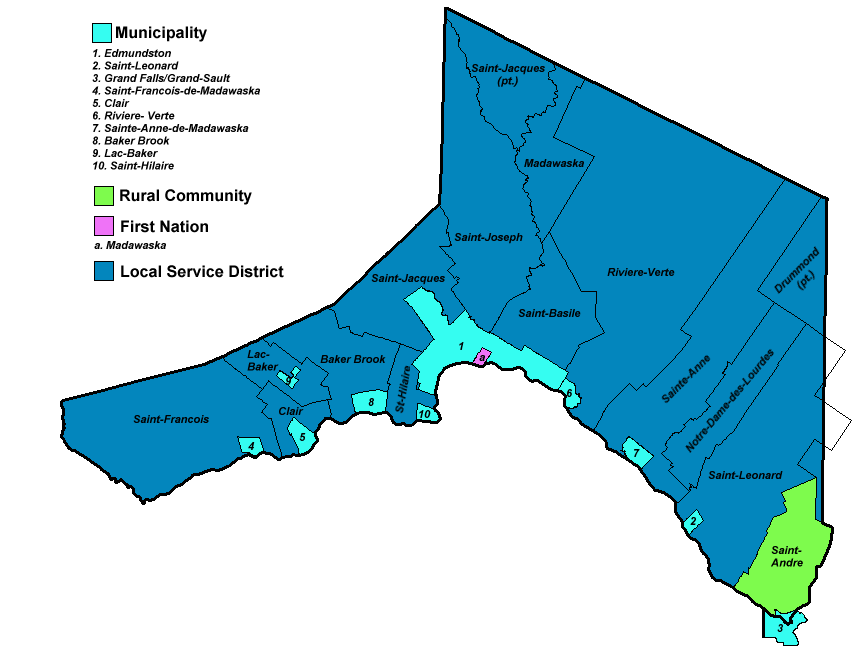
マダワスカ郡

マダワスカ郡（マダワスカぐん、仏語：Comté de Madawaska、英語：Madawaska County）は、カナダのニューブランズウィック州北西部に位置する郡。郡人口の90%以上がフランス語を話す。林業が主要産業である。エドモンストンが中心的な都市である。
地域の形から、「ニューブランズウィックの鍋の把手（New Brunswick Panhandle）」として知られる。

## 歴史
1827年から1842年の間、この地域は「マダワスカ共和国」と名乗り独立国として存在した（1783年のパリ条約からアメリカ合衆国とイギリスの間で領土係争になっていた）。

## 主な都市
マダワスカ郡には1市1町8村がある。また14の小教区に分かれる。
- エドモンストン